# Robert Sobociński
Robert Sobociński (ur. 1960 w Poznaniu) – rzeźbiarz, odlewnik.

## Życiorys
Ukończył rzeźbę w ASP w Poznaniu, studiował też architekturę na Politechnice Poznańskiej. Swoje prace prezentuje od początku lat 80. XX w., najpierw w Polsce, później w Niemczech, Belgii, a od 1996 głównie we Francji. Syn Jerzego Sobocińskiego.

### Autor pomników
Jako rzeźbiarz jest autorem pomników m.in.:

### w Poznaniu
- Pomnik Starego Marycha przy ul. Półwiejskiej,
- pomnik Ofiar Katynia i Sybiru w parku przy ul. Fredry,
- koziołki przy pl. Kolegiackim,
- pomnik Zygi Latarnika na Grobli.

### poza Poznaniem
- Kufer Reymonta w Łodzi, (2001, współautorstwo z  Marcelem Szytenchelmem)[2][3][4]
- Fotel Jaracza w Łodzi, (2006, współautorstwo z ojcem Jerzym Sobocińskim i Marcelem Szytenchelmem)[2][3]
- Pomnika Marszałka Józefa Piłsudskiego w Kutnie,
- Pomnik Bolesława Wituszyńskiego w Kutnie[5],
- Pomnik Stanisława Wokulskiego na dworcu kolejowym w Skierniewicach,
- Ławeczka prof. Szczepana Pieniążka w Rynku Skierniewickim (2009)[6],
- Pomnik Pamięci Ofiar Katynia i Smoleńska przy sanktuarium parafii Świętego Krzyża i św. Mikołaja w Biezdrowie, upamiętniający ofiary zbrodni katyńskiej i katastrofy polskiego Tu-154M w Smoleńsku (2013)[7],
- Pomnik gen. Władysława Andersa w Krośniewicach (2013)[8],
- Złoty Ułan w Kałuszynie (2014),
- Pomnik Augusta Cieszkowskiego w Swarzędzu[9],
- Pomnik Stanisława Antoniego Sztuki w Szczuczynie[10],
- Ławeczka Karlika i Karolinki w Ogrodzie Róż w Parku Śląskim w Chorzowie,
- Rzeźba Wronieckiego Osiołka na rynku we Wronkach,
- Ławeczka Henryka Sienkiewicza w Łukowie,
- Pomnik Jerzego Porębskiego w Świnoujściu[11].

### za granicami
- Pomnik Polskich Sił Zbrojnych w Birmingham w Wielkiej Brytanii,
- Pomnik Fryderyka Szopena w Manchester w Wielkiej Brytanii,
- Pomnik Dantego Alighieri w Bar-le-Duc we Francji.

### Odlewnik
Robert Sobociński prowadzi zakład odlewniczy w Poznaniu. Jako odlewnik współpracującym z wieloma polskimi rzeźbiarzami.
- Ławeczka Tuwima – pomnik autorstwa Wojciecha Gryniewicza[12]
- Pomnik Jana Pawła II w Łodzi – pomnik autorstwa Krystyny Fałdygi-Solskiej.
- Pomnik Bolesława Chrobrego we Wrocławiu – pomnik autorstwa: Doroty Korzeniewskiej, Macieja Albrzykowskiego i Grażyny Jaskierska-Albrzykowska
- Pomnik Jana Heweliusza w Gdańsku – pomnik autorstwa Jana Szczypki.
- Pomnik Jana Pawła II na Ostrowie Tumskim w Poznaniu – pomnik autorstwa Krystyny Fałdygi-Solskiej[13]
- Pomnik Kazimierza Wielkiego w Bydgoszczy – pomnik autorstwa Mariusza Białeckiego.

## Galeria pomników związanych z Robertem Sobocińskim

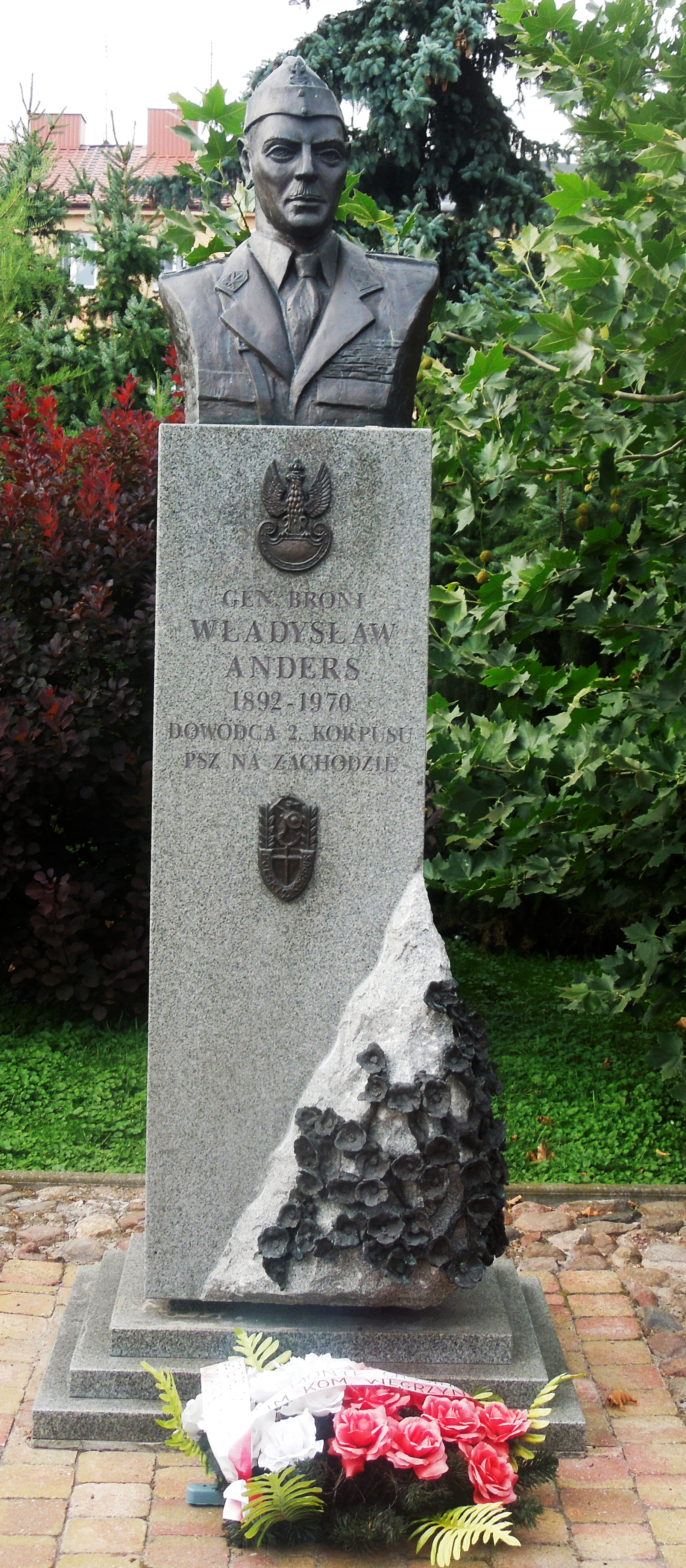
Pomnik gen. Władysława Andersa w Krośniewicach
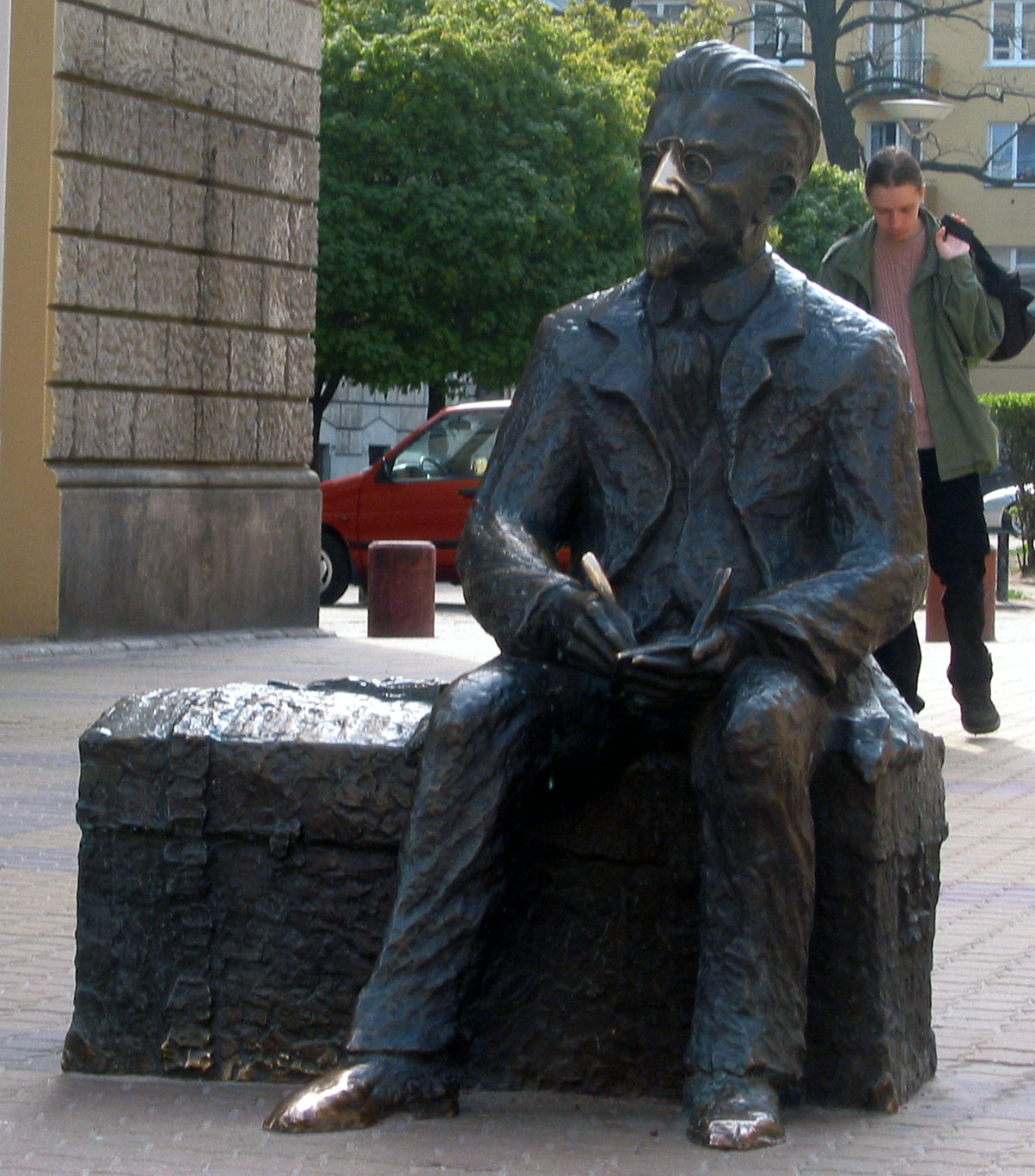
Kufer Reymonta
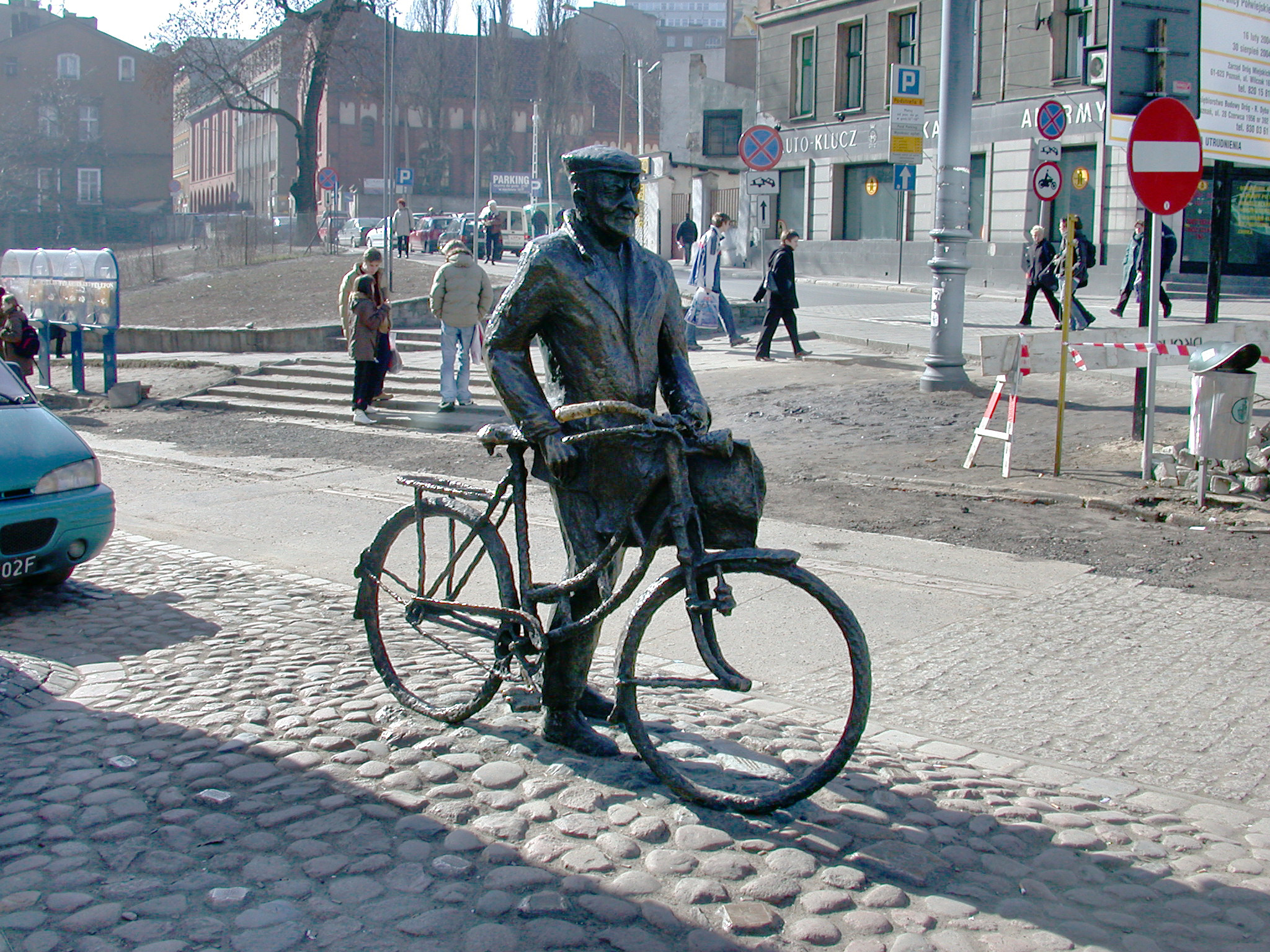
Pomnik Starego Marycha w Poznaniu
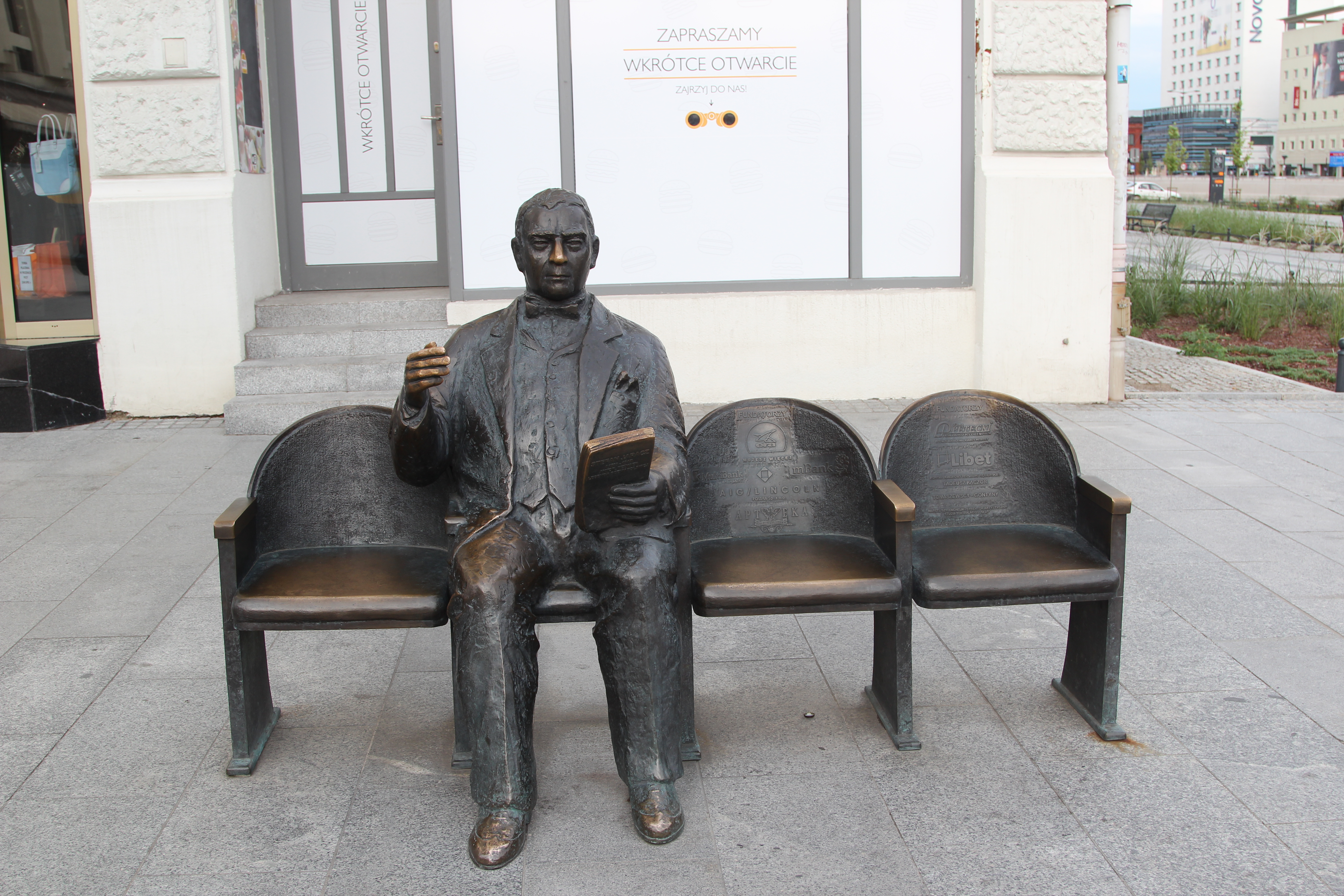
Fotel Jaracza
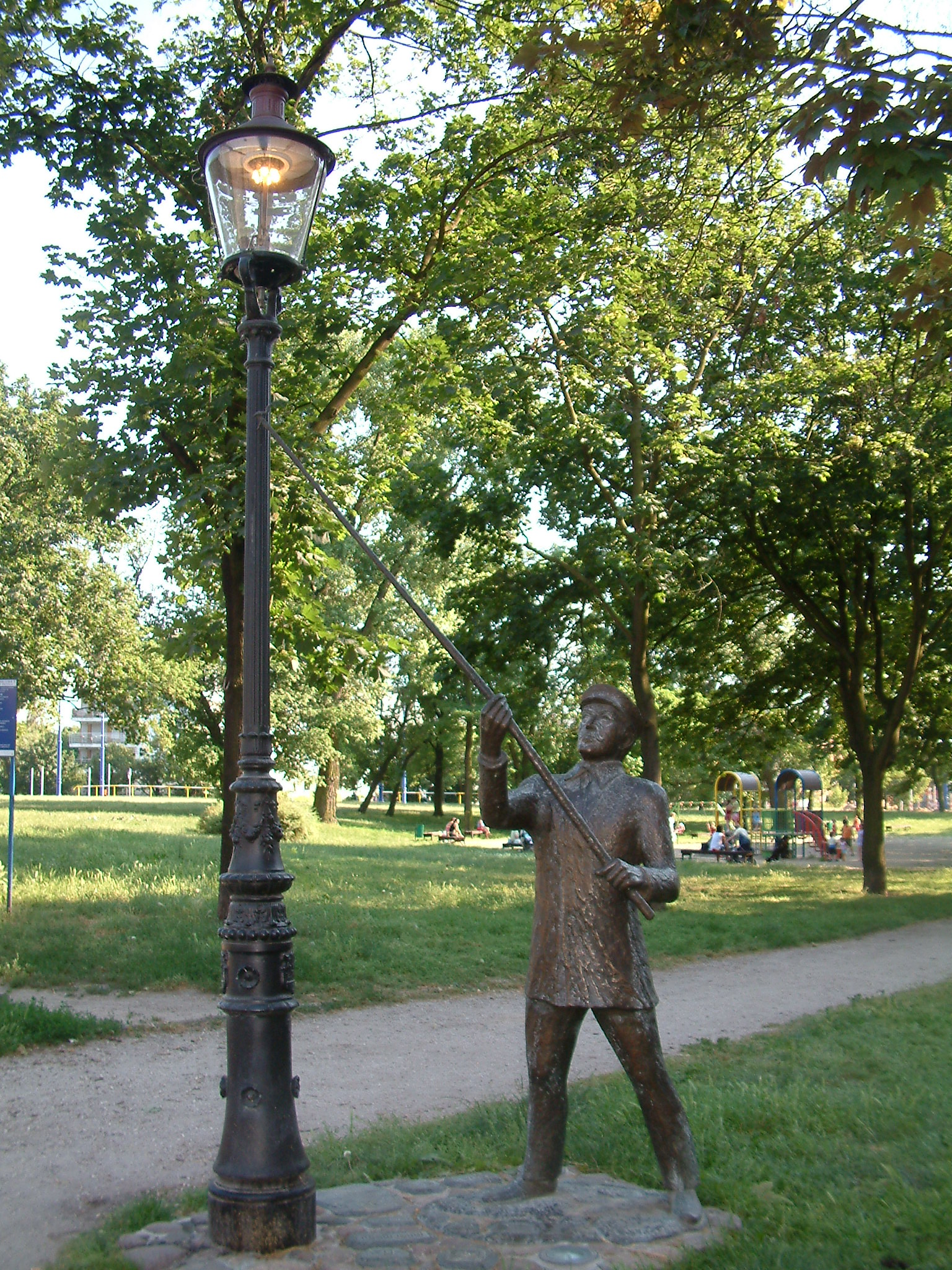
Pomnik Zygi Latarnika przed Starą Gazownią w Poznaniu
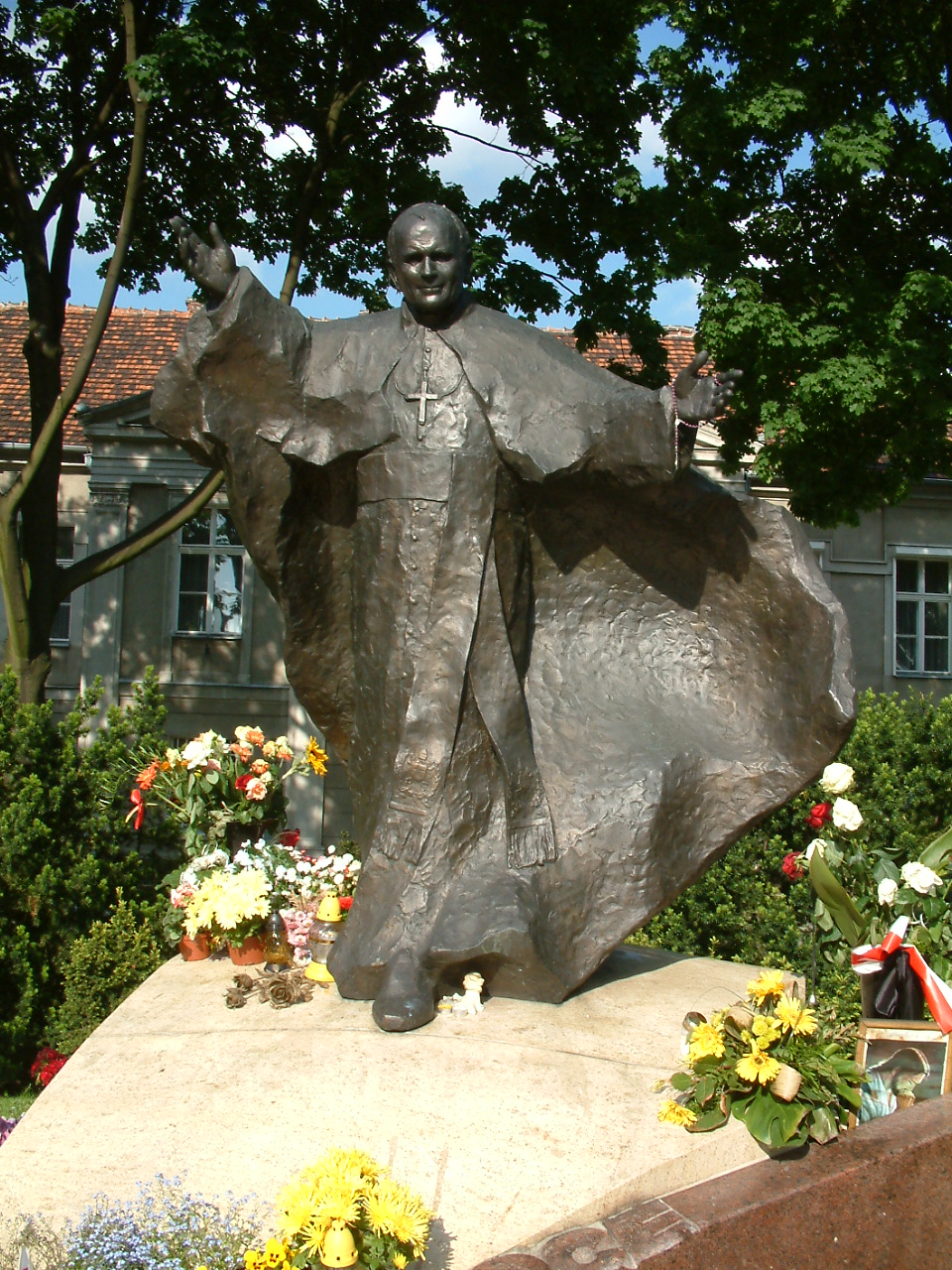
Pomnik Jana Pawła II w Poznaniu